# Melieria occulta
Melieria occulta är en tvåvingeart som beskrevs av Becker 1907. Melieria occulta ingår i släktet Melieria och familjen fläckflugor. Inga underarter finns listade i Catalogue of Life.